# Juha Pirinen
Juha Pirinen (Valkeakoski, 22 ottobre 1991) è un calciatore finlandese, difensore del Kalamata.

## Palmarès

### Club

#### Competizioni nazionali
- Coppa di Finlandia: 1

HJK: 2016-2017
- Campionato finlandese: 2

HJK: 2017, 2018